# 22530 Huynh-Le
22530 Huynh-Le è un asteroide della fascia principale. Scoperto nel 1998, presenta un'orbita caratterizzata da un semiasse maggiore pari a 2,2728414 UA e da un'eccentricità di 0,1881933, inclinata di 5,25283° rispetto all'eclittica.